# チャールズ・フォレン・マッキム
チャールズ・フォレン・マッキム（Charles Follen McKim、1847年8月24日 - 1909年9月4日）は、19世紀後半のアメリカのボザール様式の建築家である。彼はウィリアム・ラザフォード・ミードとスタンフォード・ホワイトとともに、マッキム・ミード・アンド・ホワイトの「中心人物 (Center of the Office)」。のパートナーシップの一員として建築の専門知識を提供した。